# Viola di bordoni

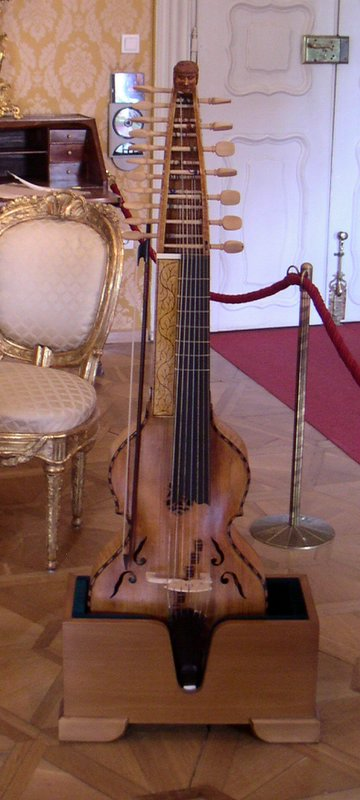
Kopie violy di bordoni prince Esterhazy

Viola di bordoni (baryton , bariton, barydon, paradon, paridon, pariton, viola paradon, viola di bardone, viola di bordone) je smyčcový nástroj z rodiny viol.

## Popis
Má šest až sedm střevových strun, na které se hraje smyčcem. Jejich ladění je D-G-c-e-a-d'. Kromě těchto strun má dalších devět až deset kovových resonančních strun naladěných pevně, zpravidla A-d-e-fis-g-a-h-cis’-d’. Kromě rezonanční funkce může hudebník tyto struny rozeznívat úderem prstů. Tento zvuk připomíná cembalo. Hmatník je zpravidla opatřen pražci. Velikost nástroje je srovnatelná s violoncellem a obdobné je i držení nástroje. Počty strun nebyly ustálené a vyskytovaly se i nástroje značně kuriózní. Andreas Lidl (c.1740-c.1780), violoncellista esterházyovské kapely (1769-1774), měl nástroj opatřený 27 resonančními strunami.

## Použití

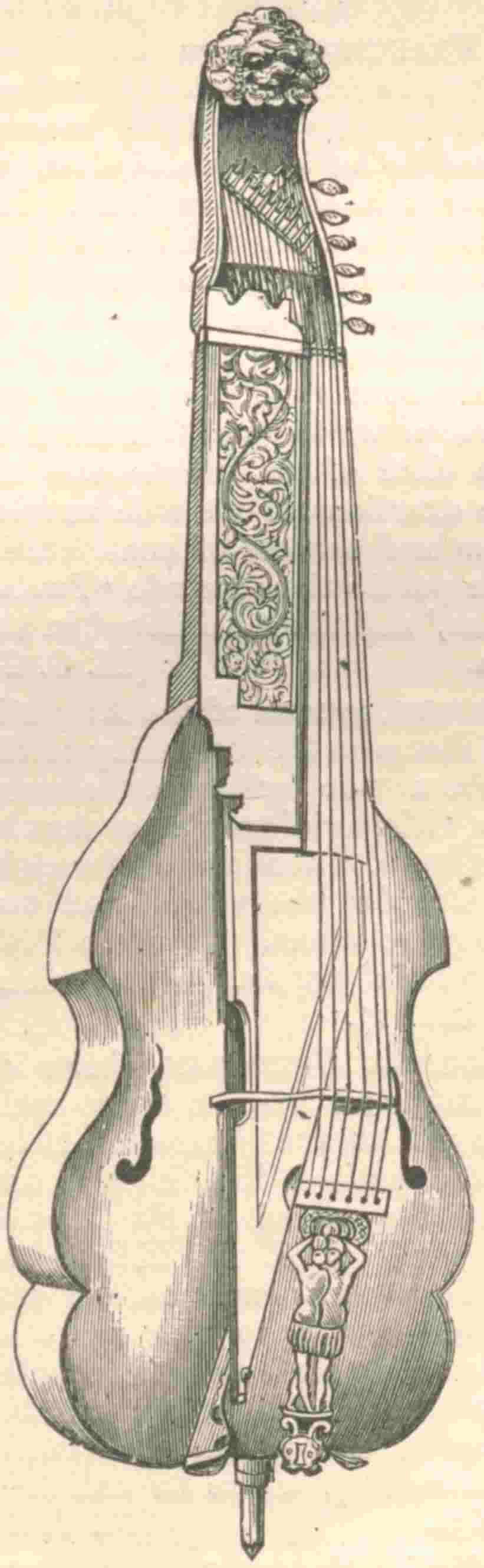
Viola di bordoni

Nástroj se v Evropě používal od konce 17. století po celé 18. století. Se změnou hudebního vkusu v 19. století (ale zřejmě i pro obtížnost hry na tento nástroj) prakticky z koncertních sálů vymizel. Nicméně jedním z nejobdivovanějších virtuózů 19. století byl hudební skladatel Vincenc Houška pocházející z Čech, který pro tento nástroj i komponoval. Počátkem 60 let minulého století byly ve Vídni objeveny italské Canzonetti podepsané Vincenzo Hauschka, pro různé hlasy s doprovodem violy do bordoni.
Ze skladeb pro tento nástroj je patrně nejznámější 175 skladeb, které v letech 1766–1775 zkomponoval Joseph Haydn pro prince Nikolaus I. Esterházy (1714–1790), který byl velkým milovníkem tohoto nástroje.

Renesance nástroje začala ve 20. století. Důvodem byla nejen touha po autentickém znění starých skladeb, ale začali se o něj zajímat i současní skladatelé. Např. současný německý hudební skladatel Manfred Herbig zkomponoval dvě třídílná tria a použil jej i v kantátě Jesus in der Wüste. Maďarský skladatel János Liebner napsal Divertimento concertante (1971) pro baryton a komorní orchestr a mnozí další.